# 웅천친수공원

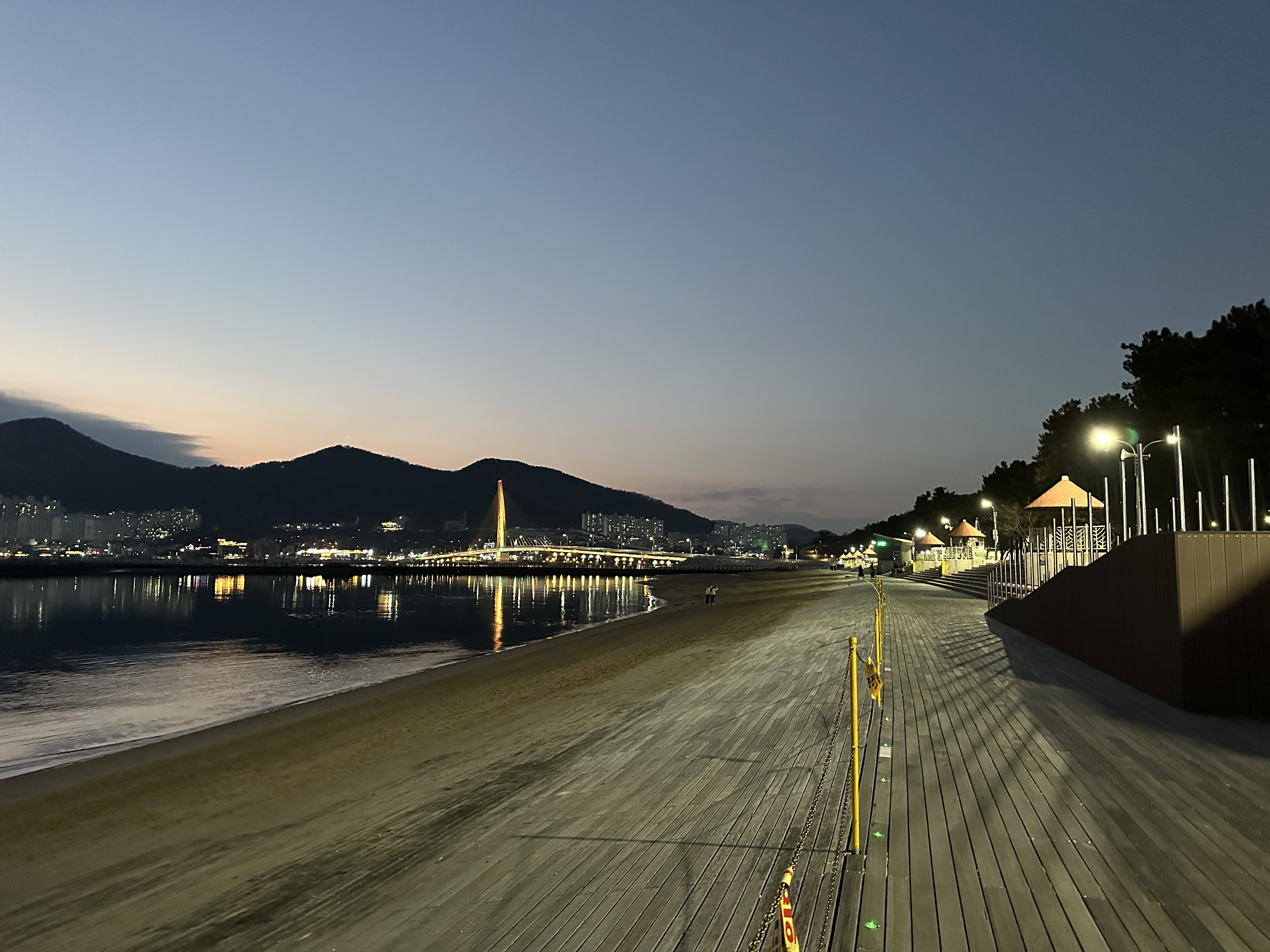
웅천친수공원 (2023년)

웅천친수공원은 대한민국 전라남도 여수시 웅천동에 소재한 공원이자 해수욕장이다. 2010년 3월에 처음 개장했으며, 면적은 23,534 제곱미터 (253,320 ft2)이며, 해변의 길이는 360 m (1,180 ft)다. 공원 입장료와 주차장 이용은 무료다.